# Ameen Al-Dakhil
Ameen Al-Dakhil ( tiếng Ả Rập: أمين الدخيل; sinh ngày 6 tháng 3 năm 2002) là một cầu thủ bóng đá chuyên nghiệp thi đấu ở vị trí trung vệ hoặc hậu vệ trái cho câu lạc bộ Burnley tại Giải bóng đá Ngoại hạng Anh. Sinh ra ở Iraq, anh đại diện cho đội tuyển quốc gia Bỉ.